# Rui Lourenço de Távora
Rui Lourenço de Távora (c.1490 - perto da Ilha de Moçambique, 1576) nomeado Vice-rei da Índia.
Rui Lourenço de Távora, avô do 19° vice-rei da Índia, e homônimo Rui Lourenço de Távora, neto, foi do Conselho d'Estado, e trinchante d'El-Rei D. João III. Em 1576 é nomeado 12° vice-rei da Índia, e parte de Lisboa em 7 de Março numa armada  de cinco naus, em que ia como Capitão-mor, na nau Chagas. Morrendo antes de chegar a Moçambique, foi substituído na capitania-mor das naus por Cristóvão de Bovadilha, e no governo da Índia por D. Diogo de Meneses que lá estava, e o tomou da mão de António Moniz Barreto que o tinha.